# Tomoki Imai
Tomoki Imai (født 29. november 1990) er en japansk fodboldspiller, som spiller for den japanske fodboldklub Matsumoto Yamaga FC.